# Nguyễn Thị Sen (hoàng hậu)
Nguyễn Thị Sen (thế kỷ X) là tứ phi Hoàng hậu nhà Đinh, một trong những người vợ của vua Đinh Tiên Hoàng trong lịch sử Việt Nam. Bà được hậu thế tôn vinh là bà tổ nghề may và được thờ ở nhiều làng nghề truyền thống như làng nghề may áo dài Trạch Xá (Hà Nội), làng nghề may Hội An (Đà Nẵng), làng nghề thêu ren Văn Lâm (Ninh Bình),... 

## Xuất thân
Bà Nguyễn Thị Sen hiện chưa rõ năm sinh và năm mất, có quê quán ở làng Trạch Xá, xã Ứng Hòa, Hà Nội. Theo Đại Việt Sử Ký Toàn Thư, Vua Đinh Tiên Hoàng (924 -979) lập 5 hoàng hậu là Đan Gia, Trinh Minh, Kiều Quốc, Cồ Quốc và Ca Ông, theo đó tứ phi Hoàng hậu Cồ Quốc chính là Thánh tổ nghề may Nguyễn Thị Sen.

## Sự nghiệp
Theo thần tích đền thờ Tổ nghề ở làng Trạch Xá (Hà Nội) cũng như đền Thánh Tổ ở bến đò Tam Cốc, phường Nam Hoa Lư (Ninh Bình), Bà tổ của nghề may là Nguyễn Thị Sen vốn là một người con gái xinh đẹp, đảm đang của làng Trạch Xá. Tục truyền rằng, Nguyễn Thị Sen được phong là tứ phi Hoàng hậu của Vua Đinh Tiên Hoàng, kết duyên cùng đức Vua khi ông về đây chiêu mộ hào kiệt. Vị quân vương giữa rừng hoang gặp cô thôn nữ nhan sắc tuyệt trần đã mời nàng về chốn Hoàng cung và truyền khắp nhân gian dâng vải lụa đến cho nàng. Tại Kinh đô Hoa Lư, Nguyễn Thị Sen được phong là Hoàng hậu. Với sự khéo léo và sáng tạo, bà đã giúp các cung nữ phát triển, sáng tạo được nghề may trong cung vua.
Sau khi Vua Đinh Tiên Hoàng mất, quyền lực hậu cung chuyển giao về với Dương Vân Nga và Lê Hoàn, Bà Tứ phi Hoàng hậu đã cùng Công chúa Liên Hoa rời hoàng cung Hoa Lư, trở về quê hương truyền dạy nghề may cho nhân dân trong làng. Khi mất bà được lập đền thờ và tôn làm bà tổ nghề may áo dài truyền thống.
Lễ hội giỗ tổ Thợ may ngày nay được tổ chức khá lớn vào ngày 12 tháng chạp Âm Lịch hàng năm tại Trạch Xá (Hà Nội) và Hội An (Quảng Nam). Cũng trong ngày, nhiều tiệm may ở Việt Nam tiến hành lễ giỗ tổ thể hiện tấm lòng tri ân của hậu thế. Lễ vật dâng tổ nghề thường là một cành hoa, con gà, đĩa trầu cau, ly rượu và chén nước.
Lễ hội giỗ Tổ thợ may ở làng Trạch Xá hằng năm đón tiếp rất nhiều các Tổ chức, cá nhân trong và ngoài ngành may mặc trên mọi miền Tổ quốc về dự lễ để tưởng nhớ tri ân Tổ nghề, cầu mong cho sự phát triển ngành nghề may... ngày càng thình vượng.

## Trong thơ ca
Trong bản "Thần tích Đức Thánh Tổ diễn thơ" của Cao Hữu Nghị có đoạn viết:
| "Anh hùng Vạn Thắng sơn hà Nước Đại Cồ Việt, hiệu là triều Đinh Cầu hiền tài, giúp triều đình Vua đi các ngả tuyển binh tướng tài Tình cờ về đất Hà Tây Gặp người con gái nơi đây tuyệt vời Thật là sắc nước hương trời Tuổi xuân phơi phới vui tươi dịu hiền Có đôi má núm đồng tiền Mắt đen lay láy, tóc huyền thướt tha Hàm răng trong ngọc trắng ngà Nụ cười như những đóa hoa xuân hồng | Giỏi cầy cuốc, giỏi cấy trồng Vui say lao động trên đồng quê hương Dãi dầu một nắng hai sương Bông hoa đồng nội, thơm hương mặt trời Vua Đinh thấy mặt thấy người Lòng yêu mến, vội đón mời về cung Nữ nhi sánh với anh hùng Gái quê đồng nội – ung dung ngai vàng Là Tứ phi – Đinh Tiên Hoàng Sống trong cung điện, giàu sang lụa là Lần lần tháng lại ngày qua Học thêu thùa giỏi – cùng là cắt may | Càng ngày càng khéo đôi tay May xiêm, may áo và may hoàng bào Quan văn, quan võ kiểu nào Hoàng thân, quốc thích biết bao áo quần Bà cùng các nữ cung nhân Cắt may khâu vá chuyên cần sớm trưa Trên thì vừa ý nhà vua Trăm quan ai mặc cũng vừa cũng khen Tứ phi vua – Nguyễn Thị Sen Có bàn tay thợ diệu hiền tài hoa Cai quản cung nữ hoàng gia Văn hóa may mặc – Quốc gia Cung đình". |

Trong đình làng Trạch Xá, trên bức hoành phi có viết:
Triều Đinh phong tặng đệ Tứ phi
Dân Việt phụng thờ thánh tổ nghề
May mặc thêu thùa danh đất Việt
Trạch Xá linh từ mãi truyền ghi.

## Đóng góp với các làng nghề thêu

### Làng Trạch Xá
Làng Trạch Xá, xã Ứng Hòa, thành phố Hà Nội, cách nội thành khoảng 45 Km, nhưng vẫn giữ được dáng dấp trù phú, êm đềm của làng quê vùng Bắc Bộ. Làng Trạc Xá có nghề may áo dài từ khi Hoàng Hậu Nguyễn Thị Sen đưa về, cha truyền con nối, thế hệ trước dậy cho thế hệ sau; là làng nghề truyền thống. Làng nghề may Trạch Xá nổi tiếng với nghề may áo dài, áo lễ hội, cung đình. Đây là nơi hội tụ nhiều thợ may tài hoa, đã dùng tình yêu và đôi bàn tay khéo léo làm nên những chiếc áo dài truyền thống đẹp. Điểm đặc biệt nhất của áo dài Trạch Xá là tà và gấu áo phải khâu bằng tay vì chất liệu may áo là vải lụa mỏng, mềm, dễ chảy. Một thợ may với chiếc máy khâu công suất lớn có thể cho ra đời gần chục chiếc áo trong một ngày nhưng riêng với áo dài Trạch Xá, một thợ lành nghề cả ngày khâu cật lực cũng chỉ hoàn thành nhiều nhất 2 chiếc áo. Làng Trạch Xá có khoảng 600 lao động làm nghề thợ may tại các cửa hiệu lớn ở Hà Nội, cùng với đó là hàng ngàn lao động vệ tinh khác ngay tại làng. Những cửa hiệu nổi tiếng như Phúc Trạch, Mỹ Trạch, Mỹ Vinh, Mỹ Hào… mọc lên trên các phố Lương Văn Can, Khâm Thiên, Cầu Gỗ… đều do những ông chủ Trạch Xá lập lên. Ngày nay, các thế hệ nghệ nhân Trạch Xá đã mang nghề may áo dài truyền thống đi khắp Việt Nam. Điểm đặc biệt để nhận ra những nhà may có nguồn gốc từ Trạch Xá là tên hiệu gắn với chữ “Trạch” như Mỹ Trạch, Vạn Trạch, Đức Trạch, An Trạch...
Ngày xưa nghề may áo dài làng Trạch Xá chủ yếu là Nam giới vì Phụ nữ phải chăm lo việc gia đình, đồng áng. Nên từ những năm 70 của thế kỷ 20 trở về trước khi đến các hiệu may Áo dài có chữ “Trạch” chỉ thấy các Bác các Anh … Nam giới khâu, máy, đo cắt, hiếm thấy phụ nữ làm việc này.
Ngày nay cùng với sự phát triển kinh tế, xã hội nghề may áo dài của làng Trạch Xá cũng được truyền cho mọi thành phần, lứa tuổi những người thợ may của làng Trạch Xá đã đi khắp mọi miền tổ quốc mở các hiệu may áo dài, kiểu cách mẫu mã được thay đổi cho phù hợp với thị hiếu, vùng miền, tuy nhiên những nét khâu tay vẫn được giữ gìn để áo dài Trạch Xá mang bản sắc riêng. Năm 2024, làng nghề may Trạch Xá được ghi danh vào danh mục Di sản văn hóa phi vật thể quốc gia.

### Làng Văn Lâm
Nằm trong danh thắng Tam Cốc – Bích Động, Làng nghề thêu ren Văn Lâm thuộc phường Tây Hoa Lư, tỉnh Ninh Bình là một trong những nơi hội tụ tinh hoa của nghề thêu ren ở Việt Nam. Nghề thêu ren Văn Lâm khởi nguồn từ thời nhà Đinh vào thế kỷ thứ X, do Tứ phi hoàng hậu Nguyễn Thị Sen truyền dạy cho dân chúng trong vùng. Bà được vua Đinh Tiên Hoàng giao cho cai quản việc cắt may và thêu thùa trang phục Hoàng triều. Trải qua ba triều Đinh, Lê, Lý, nghề thêu ở vùng Tràng An phát triển khá mạnh. Theo sử liệu cùng với nhận định của các nhà nghiên cứu thì đến thời nhà trần, làng Văn Lâm trở thành nơi tụ hội của triều đình, các nghệ nhân và tinh hoa nghề thêu của cả nước thời đó với mục đích phục vụ vương triều.
Sau này, Tứ phi hoàng hậu Nguyễn Thị Sen được nhân dân suy tôn là thánh tổ nghề, được rước về thờ phụng tại đền thờ tổ nghề thêu làng Văn Lâm, thể hiện tấm lòng tri ân đối với các bậc tiền nhân đã có công sáng lập ra nghề thêu, đồng thời làm giàu thêm bản sắc văn hóa vùng đất Cố đô Hoa Lư. Hiện nay, thôn Văn Lâm có tới hơn 700 hộ gia đình theo nghề thêu ren truyền thống. Sản phẩm của làng nghề ngày càng tinh xảo, không chỉ xuất khẩu sang nhiều nước trên thế giới mà còn phục vụ phát triển du lịch, là tài nguyên thúc đẩy phát triển công nghiệp văn hóa của Ninh Bình.

## Giải thưởng Nguyễn Thị Sen
Nhân dịp kỷ niệm Ngày Quốc tế Phụ nữ 8-3 năm 2019, Công đoàn Dệt may Việt Nam đã phát động Giải thưởng Nguyễn Thị Sen dành cho nữ công nhân ngành dệt may. Giải thưởng Nguyễn Thị Sen sẽ được trao tặng hàng năm vào dịp Ngày Phụ nữ Việt Nam 20.10, hoặc vào các dịp khác do Thường trực Công đoàn Dệt May Việt Nam quyết định.
"Giải thưởng Nguyễn Thị Sen" là giải thưởng cao quý của Công đoàn Dệt May Việt Nam tặng cho nữ công nhân viên lao động có thành tích đặc biệt xuất sắc, nhằm khơi dậy, tôn vinh những giá trị truyền thống của các thế hệ phụ nữ Ngành Dệt May, hun đúc tinh thần yêu ngành, yêu nghề, lao động giỏi, lao động sáng tạo của Nữ công nhân trong hệ thống.